# Apostomatida
Ordre
Les Apostomatida sont un ordre de Ciliés de la classe des Kinetofragminophora.

## Étymologie
Le nom Apostomatida est dérivé du grec ancien απο / apo, « séparation, privation », et στομα / stoma, « bouche », littéralement « privé de bouche », en référence à la régression du cytostome (bouche) chez ces organismes, voire à leur disparition totale chez certaines espèces. 

## Description
Les Apostomes sont des ciliés vivant en symbiose principalement avec les crustacés marins, mais aussi avec les cnidaires, les échinodermes, les annélides.
Ils sont caractérisés par un cycle de vie complexe et variable selon les espèces dont les plus complets comprennent les stades :
1. théronte : individu mobile qui cherche un hôte et se fixe sur lui ;
2. trophonte, ou throphonte : stade adulte strictement parasitaire ;
3. tomonte : stade reproductif, qui est l'objet d'un processus dit de « tomitogenèse » (palintomie)[note 1], ayant pour résultat la production de tomites ;
4. tomites : individus issus de la division d’un tomonte[1].

Les principales caractéristiques morphologiques des Apostomes sont les suivantes :
- chez les stades tomite et trophonte, la présence d’une rosace buccale, dont la fonction est inconnue ;
- chez le trophonte, une ciliature organisée en rangées hélicoïdales avec raccourcissement de la ciliature buccale ;
- un macronoyau qui a une forme ovale, ou plus au moins allongé ;
- un seul micronoyau ;
- une seule vacuole contractile[2].

## Répartition
Les espèces composant cet ordre sont largement répandues dans toutes les mers et océans du globe.

## Liste des familles
Selon GBIF (27 avril 2023) :
- Colliniidae Cépède, 1910
- Conidophryidae Kirby, 1941
- Cyrtocaryidae Corliss, 1979
- Foettingeriidae Chatton, 1911
- Pseudocolliniidae Chantangsi, Lynn, Rueckert, Prokopowicz, Panha & Leander, 2013

## Systématique
Le nom valide de ce taxon est Apostomatida Chatton & Lwoff, 1928.